# Понтарьон (кантон)
Понтарьон (фр. Pontarion) — кантон во Франции, находится в регионе Лимузен. Департамент кантона — Крёз. Входит в состав округа Гере. Население кантона на 2006 год составляло 2879 человек.
Код INSEE кантона 2321. Всего в кантон Понтарьон входят 10 коммун, из них главной коммуной является Понтарьон.

## Коммуны кантона
- Жанайя — население 352 чел.
- Ла-Шапель-Сен-Марсьяль — население 93 чел.
- Ла-Пуж — население 70 чел.
- Понтарьон — население 362 чел.
- Сент-Элуа — население 195 чел.
- Сен-Жорж-ла-Пуж — население 334 чел.
- Сент-Илер-ле-Шато — население 273 чел.
- Сардан — население 838 чел.
- Торон (Крёз) — население 186 чел.
- Видайя — население 176 чел.